# Oro maledetto
Oro maledetto (Wild Gold) è un film del 1934 diretto da George Marshall.